# How You Feel
«How You Feel» — песня американского рэпера Trippie Redd, выпущенная 21 июня 2018 года в качестве второго сингла его дебютного студийного альбома Life’s a Trip.

## История
Песня была анонсирована 9 апреля 2018 года во время прямой трансляции в Instagram. После окончания прямой трансляции он опубликовал отрывок из песни, который был позже удалён.

## Композиция
«How You Feel» содержит гитару, это показывает, что Trippie Redd интересуется рок-звучанием. В этой песне Trippie Redd также сочетает рок-звучание со своим стандартным стилем.
Композиция содержит семпл песни Эдди Мани «Baby Hold On».